# Мусаев, Руслан Карамович
Руслан Карамович Мусаев (азерб. Ruslan Kərəm oğlu Musayev; 11 мая 1979) — азербайджанский футболист, полузащитник. Выступал за сборную Азербайджана.

## Биография
Начал взрослую карьеру в 17-летнем возрасте в составе юношеской сборной Азербайджана, игравшей тогда в высшем дивизионе своей страны на правах клуба. В юности недолгое время играл за клубы высшего дивизиона Эстонии — «Лелле СК» и «Тулевик», всего сыграл 10 матчей и забил 2 гола в высшей лиге, а в составе «Лелле» забил 9 голов в 9 матчах переходного турнира между клубами высшего и первого дивизионов. Также провёл два матча в высшем дивизионе Исландии за «Акранес».
После возвращения на родину около трёх лет выступал за клуб «Шафа», в его составе в сезоне 2000/01 стал обладателем Кубка Азербайджана. В ходе сезона 2001/02 перешёл в армейский клуб МОИК. В 2002 году, когда чемпионат Азербайджана был приостановлен из-за конфликта между клубами и федерацией, футболист недолгое время играл во втором дивизионе России за «Терек».
В сезоне 2003/04 начинал играть за «Шафу», но позже перешёл в «Карабах» (Агдам), с которым завоевал бронзовые награды. Проведя два года в «Карабахе», в начале 2006 года перешёл в «Баку», с этим клубом стал чемпионом Азербайджана 2005/06, но в чемпионском сезоне сыграл только 5 матчей. В сезоне 2006/07 выступал за «Олимпик» (Баку) и «Симург» (Закатала), а свой последний сезон на высшем уровне отыграл в составе аутсайдера «Гянджларбирлийи».
Завершил профессиональную карьеру в возрасте 29 лет. По некоторым данным, в 2008 году также выступал в чемпионате Туркменистана за «Небитчи»[уточнить].
В национальной сборной Азербайджана дебютировал в неполные 18 лет, 1 марта 1997 года в товарищеском матче против Эстонии, заменив на 80-й минуте Вячеслава Лычкина. Спустя полгода, 11 октября 1997 года в отборочном матче чемпионата мира против Швейцарии впервые вышел в стартовом составе. Всего в 1997—2004 годах провёл 30 матчей за сборную. Также сыграл один неофициальный матч — в 2002 году против олимпийской сборной Ирана.